# Ķekava kommun
Ķekavas Novads är en kommun i Lettland. Den ligger i den centrala delen av landet, 18 km söder om huvudstaden Riga. Antalet invånare är 20 945.
Följande samhällen finns i Ķekavas Novads:
- Ķekava
- Baloži

## Sport
- FK Auda